# Ichnopus caritus
Ichnopus caritus is een vlokreeftensoort uit de familie van de Uristidae. De wetenschappelijke naam van de soort is voor het eerst geldig gepubliceerd in 1992 door Lowry & Stoddart.